# San Martino del Lago
San Martino del Lago – miejscowość i gmina we Włoszech, w regionie Lombardia, w prowincji Cremona.
Według danych na rok 2004 gminę zamieszkiwało 476 osób, 47,6 os./km².